# São Francisco de Assis (Río Grande del Sur)

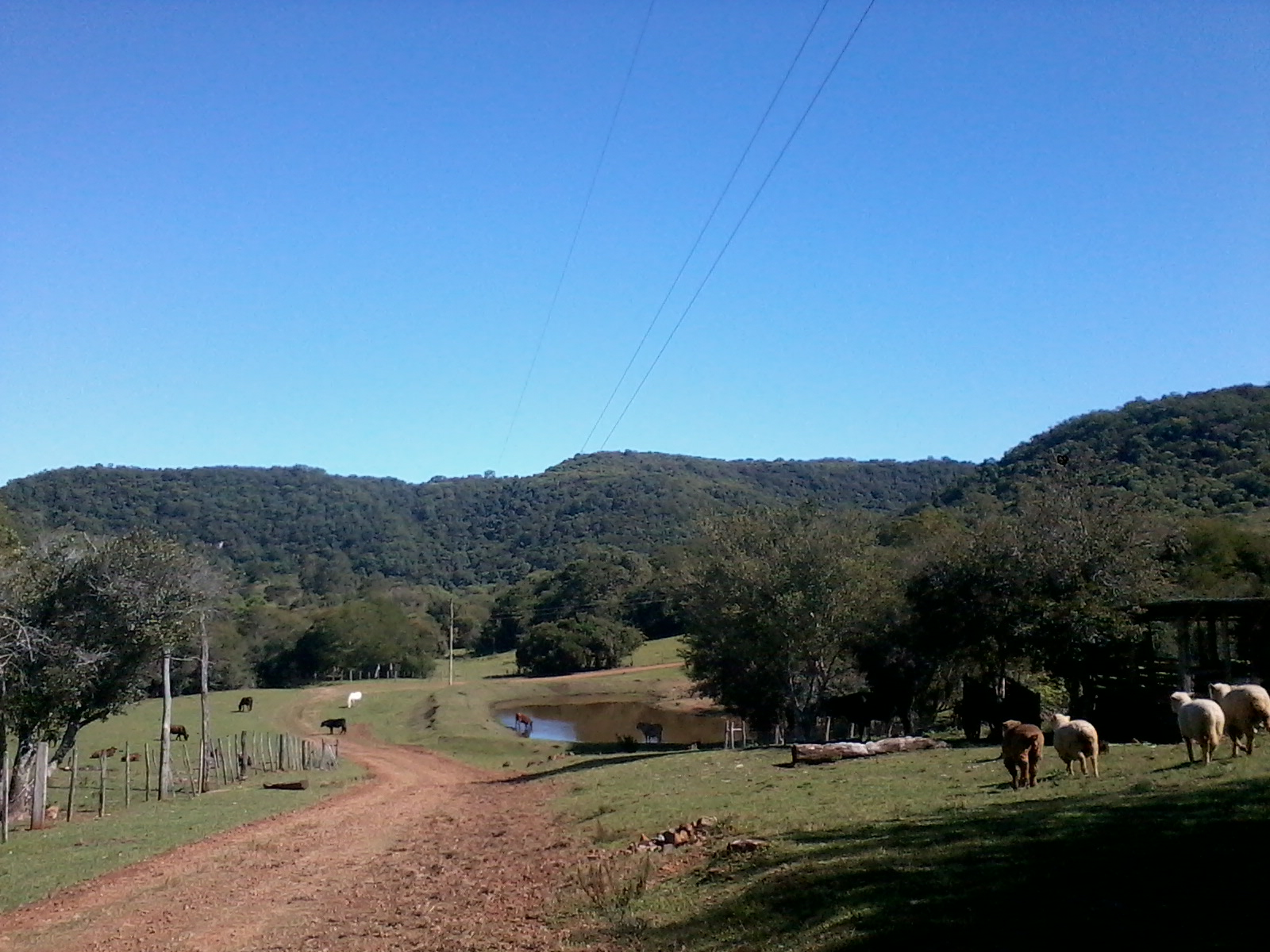
La imagen de la ciudad de São Francisco de Assis (Río Grande del Sur).

São Francisco de Assis es un municipio brasileño del estado de Río Grande del Sur.
Se localiza a 105 kilómetros de la capital del estado, Porto Alegre. Fue fundado en 1902. Está a una altitud de 907 metros sobre el nivel del mar. Su población estimada para el año 2004 era de 19.968 habitantes.
Ocupa una superficie de 3.333,6 km².